# Cereopsius kulzeri
Cereopsius kulzeri là một loài bọ cánh cứng trong họ Cerambycidae.